# Йохан II фон Хенеберг-Шлойзинген
Йохан II фон Хенеберг-Шлойзинген (на немски: Johann II. von Henneberg-Schleusingen; * 2 юли 1439; † 20 май 1513, Фулда) от фамилията на графовете на Хенеберг, е от 1472 до 1513 г. абат на княжеския манастир Фулда.

## Живот
Той е вторият син (от шест деца) на граф Вилхелм II фон Хенеберг-Шлойзинген (1415 – 1444, умира при лов) и съпругата му графиня Катарина фон Ханау (1408 – 1460), вдовица на граф Томас II фон Ринек († 1431), дъщеря на граф Райнхард II фон Ханау (1369 – 1451) и Катарина фон Насау-Байлщайн († 1459). По-големият му брат Вилхелм III (IV) (1434 – 1480) е от 1444 г. граф на Хенеберг-Шлойзинген. По-малкият му брат Бертхолд XIV (1443 – 1495) e пропст в Бамберг.
Граф Йохан II фон Хенеберг-Шлойзинген е от 1465 до 1473 г. също господар на Остербург. Той става свещеник в Шмалкалден. Папа Николай V му обещава (Exspektanz) на 26 юли 1453 г. катедралните каноникати в Майнц и Вюрцбург. На 22 години той става домхер в Страсбург, на 6 април 1454 г. домхер в Кьолн. През 1454 г. той се записва да следва, заедно с брат си Бертхолд, в университета в Ерфурт.
През 1456 г. Йохан II става домхер в Майнц, и в Бамберг, 1458 г. домпропст в Айхщет, 1461 г. домхер в Трир и 1462 г. хор- и домхер във Вюрцбург. През 1467 г. той помага на княжеския абат на Фулда Райнхард фон Вайлнау (1424 – 1476), чиято територия е нападната от Хайнрих III, ландграф на Хесен. Той успява да го победи и да го изгони. От благодарност фон Хенеберг получава ползването на графствата Цигенхайн и Нида. През 1469 г. той става фелдхауптман на абата на Фулда, който го прави през 1470 г. коадютор (свой заместник).
През 1472 г. капителът на имперското абатство го избира за княжески абат на Фулда. Той живее луксозно, но успява да освободи заложените собствености. През 1492 г. създава рицарския „Орден Свети Симплициус“. През 1507 г. назначава за свой коадютор бургграф Хартман II фон Кирхберг († 1529).
Йохан II фон Хенеберг-Шлойзинген умира на 20/26 май 1513 г. и е погребан в катедралата на Фулда.